# 瓦西拉夫卡 (新米爾霍羅德市鎮)
48°50′37″N 31°54′10″E / 48.84361°N 31.90278°E
瓦西拉夫卡（烏克蘭語：Василівка）是位於烏克蘭中部的村莊，由基洛夫格勒州新烏克蘭卡區的新米爾霍羅德市鎮負責管轄。該村始建於1819年，海拔高度150米，2001年人口123，97%居民使用烏克蘭語。